# Kiscirkáló

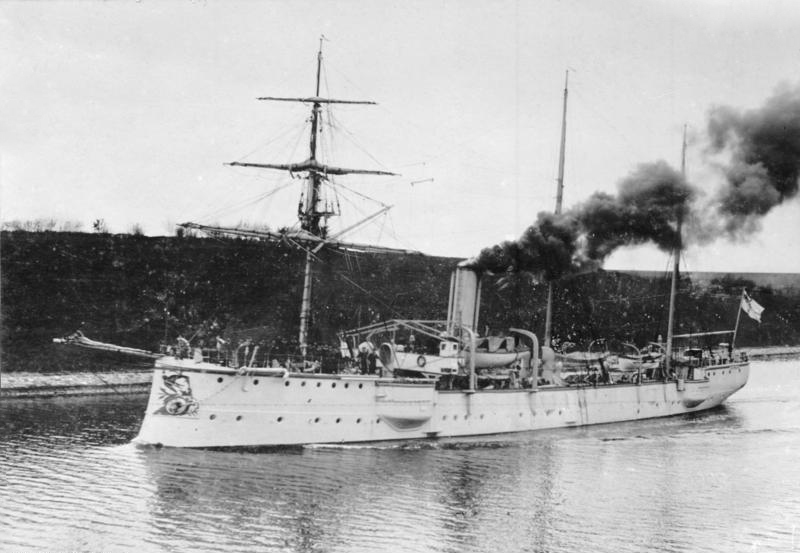
A Schwalbe kiscirkáló (1887)

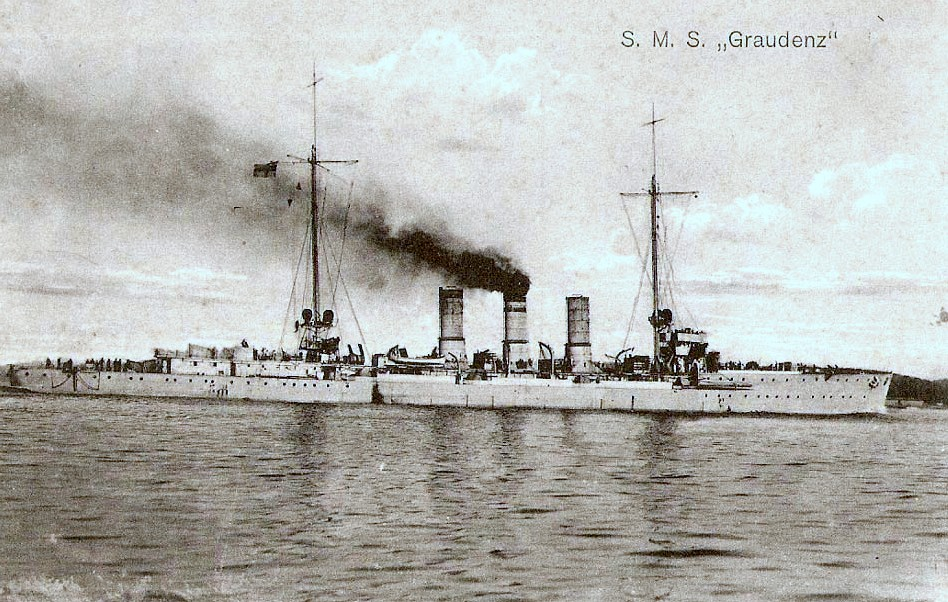
A Graudenz kiscirkáló (1913)

A kiscirkáló (Kleiner Kreuzer) típusmegjelölés volt hadihajók részére a 19. század végétől a Német Császári Haditengerészetnél és az Osztrák–Magyar Császári és Királyi Haditengerészetnél, utóbbinál gyakran gyorscirkáló (Rapidkreuzer) névvel illették őket. A Császári Haditengerészetnél 1899-től használták hivatalosan a típusmegjelölést olyan cirkálókra, melyek vízkiszorítása nem érte el az 5500 tonnát. Az ennél nagyobb cirkálókat nagycirkálónak jelölték. A kiscirkálók feladatkörüket tekintve megegyeztek a brit könnyűcirkálókkal (light cruiser), bár azoknál általában valamivel kisebb méretűek voltak, és többnyire kisebb űrméretű lövegekkel is látták el őket.
A kiscirkálókat a flotta felderítőiként, a rombolóflottillák vezérhajóiként, külhoni szolgáltban és a kereskedelmi háború folytatására alkalmazták. A további Wikipédia szócikkekben az angol terminológia alapján rendre könnyűcirkáló megjelöléssel kerülnek említésre.

## Kifejlődésük
A típusmegjelölés meghonosításakor a Kaiserliche Marine egészen különböző minőségű, már meglévő hajóit kategorizálták kiscirkálókként.
- Az aviso-hajók, melyeket csatahajóflotta felderítőinek és kísérőhajóinak szántak.
- Az Alexandrine-osztály teljesen elavult III. osztályú cirkálói, melyeket 1875-ben még páncélzat nélküli korvettekként (Glattdeckkorvetten) lettek megtervezve.
- A külhoni szolgálatra megépített (Schwalbe- és Bussard-osztály) IV. osztályú védelem nélküli cirkálói (Ungeschützter Kreuzer).
- A III. osztályú védett cirkálók és a II. osztályhoz tartozó Irene-osztály egységei (a többi II. osztályú cirkáló 1899 után a nagycirkálók közé soroltatott), mivel ezek a flotta melletti szolgálatra és a külhoni szolgálatra is alkalmasak voltak.

A Gazelle-osztály 1898-tól vízrebocsátott kiscirkálói voltak a prototípusai az első világháborúig épített kiscirkálóknak. A német cirkálóknak megfelelő fegyverzettel és sebességgel kellett rendelkezniük a flottával való együttműködéshez, ugyanakkor a külhoni szolgálathoz is megfelelő módon lakhatónak kellett lenniük és kellően sok időt kellett tudniuk a nyílt tengeren tölteni. Ez ellentmondott a brit haditengerészet hajóterezési gyakorlatával, mely a különböző feladatokra különböző hajótípusokat épített.
A Gazelle-osztálytól kezdődően megépült kiscirkálók védett cirkálóknak számítanak. A vízkiszorítás a kezdeti 2650 tonnáról 1916-ra 5620 tonnára növekedett. Az első osztályok hajóit háromszoros expanziójú gőzgépek hajtották. Ez a páncélvédelem kialakításakor annyiban hátrányos volt, hogy a páncélfedélzetet a dugattyúk magasságához kellett igazítani. Az így kialakításra került „páncélharang” (Panzerglocke) jelentette nagyobb veszélyeztetettséget a magasabb részek döntött páncélzatának megerősítésével (60 mm, majd 100 mm vastagságú páncélzattal) igyekeztek ellensúlyozni. Csak a gőzturbinák általános alkalmazása révén hagyhatták el a konstrukciók ezen gyenge elemét és építhették meg a kiscirkálók fedélzeti páncélzatát teljesen egyenesre.
Elsőként a Lübeck (1903) és a Stettin (1905) kapott turbinameghajtást, amit 1908-tól a Kolberg-osztállyal kezdődően általánosan alkalmaztak. A turbinák alkalmazása révén a kiscirkálók sebessége a korábbi jó 20 csomóról 27 csomóra nőtt.
A Magdeburg-osztálytól (1911) kezdődően a kiscirkálók kaptak egy 60 mm vastag lágy nikkelacél övpáncélzatot, mely a vízvonal alá nagyjából 1,4 méterre, föléje pedig 2 méterre (azaz kb. 3,4 m szélesen) nyúlt csaknem a hajók teljes hosszában. Ezen megerősített védelem mellett a hajók nagyobb hosszanti szilárdsággal épültek meg.
A kiscirkálók a Kolberg-osztályig külső megjelenésében jól felismerhető volt a parancsnoki híd előtti hosszú sík fedélzet, ami alatt a legénység szálláshelyei kaptak helyet, valamint a hátsó fedélzeten lévő „hütte” (púp), mely a tisztek kabinjainak adott helyet. Az orr-rész és a hütte között volt egy középső fedélzet szilárd sánccal rendelkezett teljes hosszában. Ezt a kialakítást a Magdeburg-osztálytól kezdődően elhagyták, mivel az aknatelepítéshez alacsonyabb sáncra volt szükség. A Wiesbaden-osztályig bezáróan a kiscirkálók 120, az ezután épültek 200 aknát szállíthattak magukkal.
A fegyverzetüket a Königsberg-osztályig 10 darab, a későbbi osztályoknál 12 darab 10,5 cm űrméretű gyorstüzelő ágyú alkotta. A Pillau-osztálytól kezdődően 1914-től vezették be a 15 cm űrméretű ágyúkat és utólag pár régebbi hajót is ezekkel fegyvereztek át. Különleges feladatokra megépített altípusként kezdtek hozzá 1915-ben a Brummer-osztályú aknarakó-cirkálók megépítésének.
1922 után a washingtoni flottaegyezmény rendelkezéseinek megfelelően a kiscirkálókat könnyűcirkálóknak minősítették át.

## Alkalmazásuk

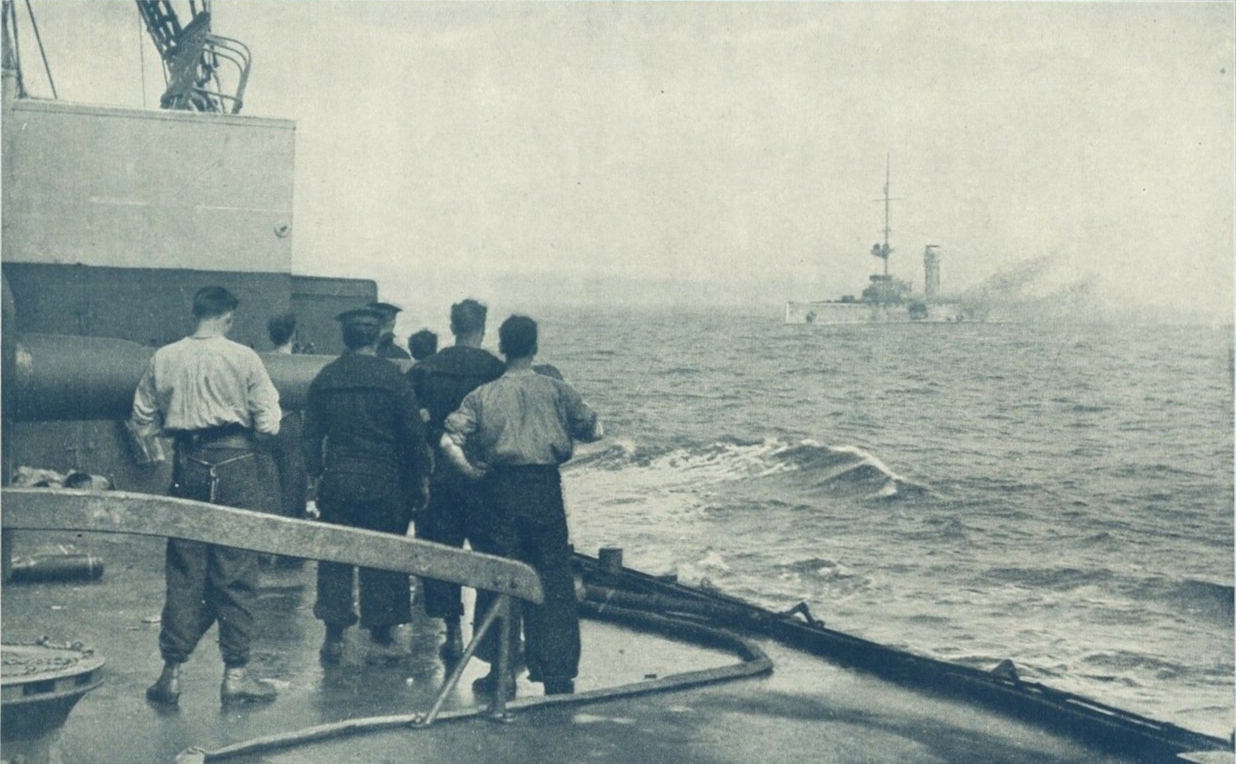
A több száz találat elszenvedése után még mindig felszínen lévő Mainz kiscirkáló a helgolandi csatában egy brit hajóról fényképezve (1914 augusztus 28.)

Az első világháborúban a honi vizeken a kiscirkálókra bízták az őrszolgálatot (Vorpostendienst) illetve használták őket a flotta kötelékében. Előbbi szerepkörükben vívták meg az első helgolandi csatát a világháború első hónapjában. A német védelmen rajtaütő  brit rombolóflották ellen az elszórtan elhelyezett kiscirkálók egyenként léptek fel, de így is nehéz helyzetbe tudták hozni a jelentős túlerőt. Az összecsapás során a régi építésű Frauenlob kiscirkáló súlyosan megrongálta a vadonatúj Arethusa könnyűcirkálót, a Mainz pedig egymaga futamított meg egy egész brit rombolórajt a pontos tüzével. A brit rombolóflottillákat a segítségül hívott újabb könnyűcirkálók és csatacirkálók mentették meg a katasztrófától. A ködből hirtelen előtűnő brit erősítés egyenlőtlenné tette a küzdelmet és a németek három könnyűcirkálója veszett oda (Mainz, Cöln, Ariadne).
A Helgolandi csatával egy napon futott partra az észt partoknál a Magdeburg könnyűcirkáló, ami jelentősen befolyásolta a tengeri háború további alakulását. A sekély vízben a nehezékekkel vízbe dobott titkos iratokat az orosz búvároknak sikerült a felszínre hozniuk, a brit kódfejtőknek pedig megfejteniük a német rejtjeleket. Ezt követően a britek valamennyi német vállalkozásról időben értesülhettek és ez döntően befolyásolta a mozgásterüket. (Német részről vitatják ennek a történetnek a hihetőségét. A háború utáni hadbírósági eljárás megállapítása szerint magukat a rejtjelkulcsokat sikeresen megsemmisítette a legénység, a kódkönyvek révén pedig az oroszok olyan dokumentumokhoz jutottak hozzá, amiknek már korábbról is birtokában voltak. A háború utáni német történetírás a brit információszerzést a kémkedésnek tudta be, nem pedig a rádióforgalmának lehallgatásának.)
A jelentősebb tengeri összecsapások alkalmával a flotta kísérőiként és felderítőként funkcionáltak. A doggerbanki csatában veszteség nem érte őket, de a skagerraki csatában négy egység is odaveszett (Wiesbaden, Rostock, Frauenlob, Elbing). A német kiscirkálók kiváló konstrukcióját mutatta a Wiesbaden esete, mely a felderítő ék részeként szenvedett a hajtóműveit megbénító találatot az Invincible csatacirkálótól és a közelében elvonuló brit csatahajóflotta egységei sorban tűz alá vették. A sorozatos nehézgránát- és torpedótalálatok ellenére felvont hadilobogókkal folyamatosan viszonozta a tüzet a kilátástalan helyzetben és vélhetőleg az általa kilőtt torpedó találta el a Marlborough csatahajót, mely csak nagy nehézségek árán tudott visszatérni támaszpontjára. A Wiesbaden hősies ellenállásáról maga John Jellicoe tengernagy is megemlékezett a háború után megjelentetett visszaemlékezéseiben. A Wiesbaden így is a brit flotta elvonulása után órákkal süllyedt csak el, legénységéből később csak egy embert tudtak kimenteni. A halottai között volt Gorch Fock, az ismert költő is.

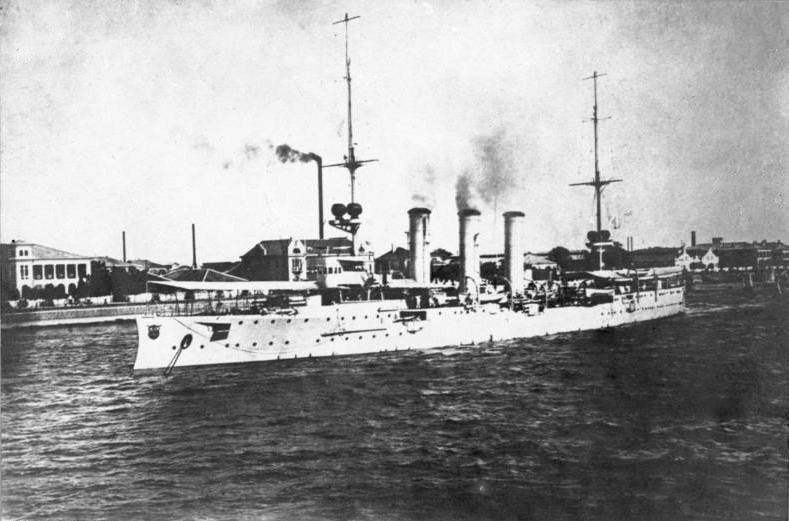
Az első világháború legismertebb hadihajója, az Emden kiscirkáló Csingtaó kikötőjében még 1914 tavaszán

A kiscirkálók közül azonban a külhoniak váltak ismertté a háborúban a kereskedelmi háborújuk révén. Az Indiai-óceánon portyázó Emden a világháború legismertebb hadihajójává vált az antant hajóállományában okozott jelentős károknak, az elfogott hajószemélyzetekkel szemben tanúsított – egyébként a Császári Haditengerészetre általánosan jellemző – gáláns magatartásnak és merész rajtaütéseinek (Madrászi rajtaütés, Penangi csata). 1914 novemberében a Kókusz-szigeteki csata során veszett oda, mikor az itteni rádióállomás kiiktatására érkezve rajtaütött a közeli konvojkíséretből kiváló Sydney könnyűcirkáló és erősebb fegyverzetének köszönhetően egy egyórás tűzpárbaj végére harcképtelenné tette az Emdent. 
Hasonlóan sikeres kereskedelmi háborút folytatott a Karlsruhe is főként Brazília északi partjainál tevékenykedve, bár merész rajtaütések hiányában a tevékenysége nem okozott akkora feltűnést, mint az Emden. Portyázásainak egy belső robbanás vetett véget szintén 1914 novemberében, pár nappal az Emden elvesztése előtt. 

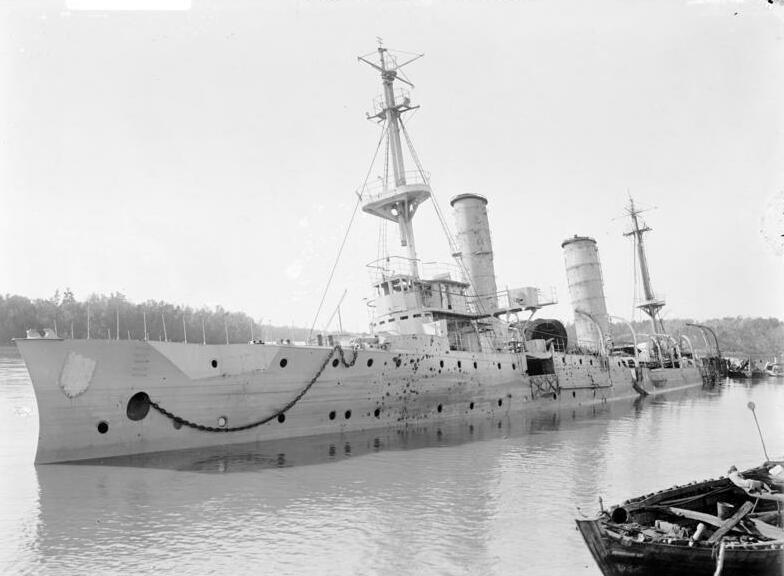
A harcképtelenné vált, fegyverzetétől megfosztott Königsberg a Rufiji folyó egyik kanyarulatában

A Königsberg az Indiai-óceán keleti felén folytatott portyázásokat és hajtott végre egy merész rajtaütést egy brit támaszponton elsüllyesztve a Pegasus könnyűcirkálót (Zanzibári csata), de ezután a szénhiány miatt visszavonult a Rufiji folyó torkolatába, ahol a megsemmisítésére a britek számos (tengeri és légi) próbálkozást tettek. Egészen 1915 tavaszáig kitartott itt, de ekkor a britek monitorok bevetésével végül ki tudták iktatni (Csata a Rufiji-deltában). 
A Maximilian von Spee altengernagy vezette német Kelet-ázsiai Hajóraj kötelékéhez a két nagycirkálója (páncélos cirkálója) mellett kezdetben négy kiscirkáló tartozott, melyek közül a régi építésű Geier nem tarthatott a hajórajjal a Dél-Amerikába való áthajózásakor. Rövid és sikertelen cirkálóútjai végén az amerikaiak internálták Guam szigetén, miután nem voltak hajlandóak engedélyezni számára a szénkészleteinek feltöltését. A másik három kiscirkáló a Leipzig, a Nürnberg és a fent említett Emden volt, mely utóbbi az Indiai-óceánon való portyázásra kért és kapott engedélyt. A Húsvét-szigetnél csatlakozott hozzájuk az Atlanti-óceán felől érkező Dresden. Az 1914 novemberi Coronel-foki csata során a két nagycirkáló mellett a három kiscirkálónak lényegében csak epizódszerep jutott az ellenséges brit hajóraj szétzúzásában. Az egy hónappal későbbi falklandi csata során a régebbi építésű és elhasználódott hajtóművű Nürnberget és Leipziget beérték az ellenséges csatacirkálók és páncélos cirkálók és az egyenlőtlen küzdelemben elsüllyesztették a végsőkig ellenálló kiscirkálókat. Egyedül a modernebb Dresdennek sikerült elmenekülnie nagyobb sebességének köszönhetően. Ezt követően a dél-chilei szigetek között rejtőzködve még hónapokig jelentős számú antant hadihajót kötött le, míg végül 1915 márciusában Más a Tierra szigeténél a már mozgásképtelen és az internálására váró hadihajóra az utána kutató brit cirkálók rátaláltak és váratlanul tüzet nyitottak (lásd: A Dresden lövetése). A legénysége ezt követően maga süllyesztette el hajóját. Ezzel a világ óceánjain tevékenykedő utolsó német kiscirkáló is elveszett.
A kereskedelmi háborúk folytatására ezek a hajók valójában kevésbé voltak alkalmasak, Németországtól elvágva támaszpont nélkül maradtak, a háború elhúzódása pedig gyakorlatilag megpecsételte a sorsukat. Csak idő kérdése volt csupán, hogy mikor kerülnek szembe egy erősebb ellenféllel.

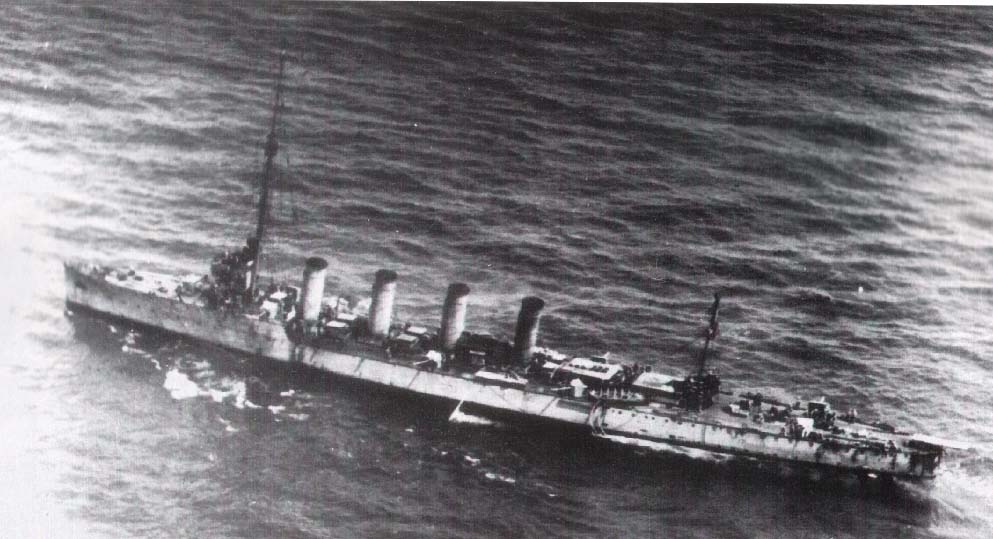
A sérült Novara gyorscirkáló a Harmadik otrantói csata után hazatérőben

1917 utolsó hónapjaiban a németek a honi kikötőikből indítva hajtottak végre sikeres támadásokat az Anglia partjainál futó és a Norvégiába tartó kereskedelmi vonalak ellen a két gyors Brummer-osztályú kiscirkálójukkal (Shetland-szigeteki ütközet, Bergeni ütközet) több ellenséges rombolót és számos kereskedelmi hajót elsüllyesztve. Ezek az akciók a briteket arra kényszerítették, hogy megerősítsék az itteni konvojok védelmét, ami után az ellenük való fellépés már túlságosan veszélyes lett volna a kiscirkálók számára.
Az osztrák-magyar flotta Helgoland-osztályú kiscirkálói (gyorscirkálói) az antant Otrantói-szorosban felállított tengerzára ellen Horthy Miklós sorhajókapitány által vezetett több sikeres hadműveletük révén váltak ismertté.

## Kiscirkáló-osztályok
A Császári Haditengerészet kiscirkáló-osztályai
- Gazelle-osztály
- Bremen-osztály
- Königsberg-osztály (I)
- Dresden-osztály
- Kolberg-osztály
- Magdeburg-osztály
- Karlsruhe-osztály
- Pillau-osztály
- Graudenz-osztály
- Wiesbaden-osztály
- Brummer-osztály
- Königsberg-osztály (II)
- Cöln-osztály

A Császári és Királyi Haditengerészet kiscirkáló-osztálya
- Helgoland-osztály (gyorscirkálók)

## Fordítás
- Ez a szócikk részben vagy egészben  a   Kleiner Kreuzer című német Wikipédia-szócikk ezen változatának fordításán alapul.  Az eredeti cikk szerkesztőit annak laptörténete sorolja fel. Ez a jelzés csupán a megfogalmazás eredetét és a szerzői jogokat jelzi, nem szolgál a cikkben szereplő információk forrásmegjelöléseként.